# Microtrypetes polypenus
Microtrypetes polypenus é uma espécie de gastrópode do gênero Microtrypetes, pertencente a família Terebridae.